# Así se templó el acero
Así se templó el acero (en ruso: Как закалялась сталь, romanizado: Kak zakalyalas' stal') o La creación de un héroe, es una novela realista socialista escrita por Nikolái Ostrovski (1904-1936). Con 36,4 millones de copias vendidas, es uno de los libros más vendidos de todos los tiempos y el libro más vendido en idioma ruso.

## Resumen
La historia sigue la vida de Pavel Korchagin, incluida su lucha durante y después de la guerra civil rusa. Korchagin luchó por los bolcheviques durante la guerra y resultó herido. La novela examina cómo Korchagin se cura de sus heridas y, por lo tanto, «se vuelve tan fuerte como el acero».
La novela comienza cuando Korchagin tiene 12 años y vive en la ciudad de Shepetivka en Ucrania. Lo echan de la escuela por poner tabaco en una masa de pan y debe ir a trabajar como lavaplatos. Como lavaplatos es golpeado por un compañero de trabajo, pero su hermano Artyom lo defiende. La novela avanza hasta los 16 años cuando él está trabajando en una planta de energía. Conoce a un bolchevique llamado Zhukhrai después de un encontronazo con la policía secreta zarista. Zhukrai le cuenta sobre los bolcheviques y Lenin. También conoce a Tonia Toumanova, su interés amoroso. Nuevamente la novela salta a 1917 cuando el ejército alemán invade Shepetovka. Korchagin lucha contra los alemanes y finalmente se une a los bolcheviques en la Guerra Civil. Está gravemente herido y pierde parcialmente la vista. Después de la guerra, trabajó como obrero, incluida la construcción de vías férreas. Finalmente se lesiona más y pierde las piernas y una mano. Se va a Crimea a vivir sus días. El libro se cierra con Korchagin sentado para escribir una autobiografía: «Así se templó el acero», estableciendo así el libro como un dispositivo de encuadre autocumplido.

## Análisis
La historia es una autobiografía ficticia de su autor, Nikolái Ostrovski. En la vida real, el padre de Ostrovsky murió y su madre trabajaba como cocinera. Cuando se unió a la guerra con el Ejército Rojo, perdió el ojo derecho por el fuego de artillería durante la guerra.
En 2016, el periódico ruso Russia Beyond the Headlines analizó la historia como parte de la narrativa soviética del comunismo forjando a hombres incivilizados en hombres ideales, como el hierro en acero. El protagonista encaja en el molde de la literatura anterior a Jrushchov: un individuo inmaculado, idealmente comunista.

## Personajes

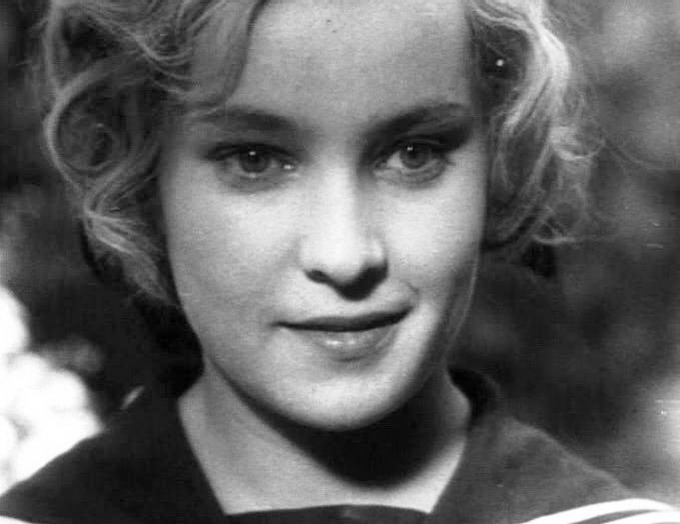
Irina Fedotova como Tonia en la película de 1942.

- Pavel Korchagin: El protagonista de la novela. Está luchando del lado de los bolcheviques en la Guerra Civil (1918-1921). Es un héroe positivo por excelencia del realismo socialista.
- Tonia Toumanova: el amor adolescente de Pavel. Tonia y Pavel se hicieron buenos amigos después de su primer encuentro, que luego se convierte en una relación íntima. Aunque nació en una familia rica e influyente, Tonia trató a todos por igual a diferencia de sus amigos, que solo interactúan con otros niños de familias de buena reputación. Sin embargo, esto cambió a medida que crecía, ya que se volvió más consciente de su apariencia y el estatus social de los demás.

## Historial de publicaciones
La primera parte de Así se templó el acero se publicó por entregas en 1932 en la revista Molodaya gvardiya. La segunda parte de la novela apareció en la misma revista de enero a mayo de 1934. La novela se publicó en 1936 en forma de libro en una versión muy editada que se ajustaba a las reglas del realismo socialista. En la versión serializada, Ostrovski había descrito la atmósfera tensa de la casa de Pavel, su sufrimiento cuando quedó inválido, el deterioro de su relación con su esposa y su separación. Todo esto desapareció en la publicación de 1936 y en ediciones posteriores de la novela.
Ryokichi Sugimoto hizo una traducción al japonés de la novela.

## Adaptaciones
En la Unión Soviética se produjeron tres películas basadas en esta novela:
- Así se templó el acero (1942).
- Pavel Korchagin (1956, Korchagin fue interpretado por Vasily Lanovoy).
- Así se templó el acero, 1973 (serie de televisión de 6 episodios; Vladímir Konkin interpretó a Korchagin).
- En China, la novela se adaptó a una serie de televisión del mismo título en 2000; todos los miembros del elenco eran de Ucrania.